# E. P. 톰슨
에드워드 파머 톰슨(Edward Palmer Thompson, 1924년 2월 3일 – 1993년 8월 28일)은 영국의 역사가, 작가, 사회주의자, 평화운동가이다. 대표 저작으로 18세기 말 ~ 19세기 초 영국의 급진적인 사회운동을 주제로 한 《영국노동계급의 형성》이 있다. 윌리엄 모리스의 전기인 《윌리엄 모리스》와 윌리엄 블레이크를 연구한 책을 집필했다. 《더 시카오스 페이퍼스》등 공상과학소설과 시집을 출판하기도 하였다. 영국 공산당 당원이었으나 1956년 소련의 헝가리 침공에 반발하여 탈당하였다. 톰슨은 1964~1970년, 1974~1979년에 집권한 영국 노동당 행정부의 비판자였으며, 1980년대에는 핵군축캠페인의 지지자로 유럽의 핵무기 반대 운동의 초창기 운동가 중 한 명이다.

## 저작

### 언역
- 《영국노동계급의 형성》 상, 나종일ㆍ김인중ㆍ한정숙ㆍ노서경ㆍ김경옥ㆍ유재건 공역, 창작과비평사, 2000년 1월 2일
- 《영국노동계급의 형성》 하, 나종일ㆍ김인중ㆍ한정숙ㆍ노서경ㆍ김경옥ㆍ유재건 공역, 창작과비평사, 2000년 1월 2일
- 《윌리엄 모리스》 1, 윤효녕ㆍ이순구ㆍ김재오 공역, 한길사, 2012년 6월 10일
- 《윌리엄 모리스》 2, 엄용희ㆍ조애리ㆍ한애경 공역, 한길사, 2012년 6월 10일
- 《이론의 빈곤》, 변상출 역, 책세상, 2013년 9월 20일

## 같이 보기
- 문화연구